# Willy Flück
Willy Flück (* 29. Mai 1937 in Zürich) ist ein ehemaliger Radsportler aus der Schweiz und nationaler Meister im Radsport.

## Sportliche Laufbahn
Willy Flück begann 1954 mit dem Radsport. 1958 qualifizierte er sich für die damalige A-Klasse der Amateure in der Schweiz. 1959 konnte er den nationalen Titel im Mannschaftszeitfahren mit seinem Verein RV Zürich gewinnen. Diesen Erfolg konnte er ein Jahr später wiederholen und fügte seinem Palmarès einen weiteren Titel mit dem Gewinn der nationalen Meisterschaft in der Mannschaftsverfolgung auf der Bahn hinzu. Letzteren Titel gewann er erneut 1961 und 1962.